# Antonio Napolitano
Antonio Napolitano (La Plata, Argentina; 16 de febrero de 1999) es un futbolista argentino. Juega de centrocampista y su equipo actual es el Chacarita Juniors de la Primera B Nacional.

## Trayectoria
Formado en las inferiores del Gimnasia y Esgrima La Plata, de su ciudad natal, Napolitano firmó su primer contrato con el club el 21 de enero de 2021. Debutó por el primer equipo el 19 de febrero ante Talleres de Córdoba por la Copa de la Liga.
Para la temporada 2021-22, Napolitano fue cedido al Iraklis de Tesalónica de la Segunda Superliga de Grecia.

## Selección nacional
En marzo de 2018, fue citado a la selección sub-19 de Argentina.

## Estadísticas
Actualizado al último partido disputado el 3 de Febrero de 2024.
| Club                                  | Div.          | Temporada     | Liga  | Liga  | Copas nacionales | Copas nacionales | Copas internacionales | Copas internacionales | Total | Total |
| Club                                  | Div.          | Temporada     | Part. | Goles | Part.            | Goles            | Part.                 | Goles                 | Part. | Goles |
| ------------------------------------- | ------------- | ------------- | ----- | ----- | ---------------- | ---------------- | --------------------- | --------------------- | ----- | ----- |
| Gimnasia y Esgrima La Plata Argentina | 1.ª           | 2021          | 3     | 0     | 0                | 0                | —                     | —                     | 3     | 0     |
| Gimnasia y Esgrima La Plata Argentina | 1.ª           | 2023          | 10    | 0     | 4                | 0                | 5                     | 0                     | 19    | 0     |
| Gimnasia y Esgrima La Plata Argentina | Total club    | Total club    | 13    | 0     | 4                | 0                | 5                     | 0                     | 22    | 0     |
| Iraklis de Tesalónica · Grecia        | 2.ª           | 2021-22       | 13    | 0     | 0                | 0                | —                     | —                     | 13    | 0     |
| Iraklis de Tesalónica · Grecia        | Total club    | Total club    | 13    | 0     | 0                | 0                | 0                     | 0                     | 13    | 0     |
| Independiente Rivadavia Argentina     | 1.ª           | 2024          | 0     | 0     | 3                | 0                | 0                     | 0                     | 3     | 0     |
| Independiente Rivadavia Argentina     | Total Club    | Total Club    | 0     | 0     | 3                | 0                | 0                     | 0                     | 3     | 0     |
| Total carrera                         | Total carrera | Total carrera | 26    | 0     | 9                | 0                | 5                     | 0                     | 38    | 0     |